# 吴莎
吳莎（1987年10月21日—）是中國女子田徑运动员，專攻撐竿跳高。

## 外部連結
- 吴莎在的頁面